# Filogenesi molecolare
La filogenesi molecolare è una tecnica avanzata per lo studio della storia evolutiva degli organismi viventi, basata sull'analisi della struttura delle molecole. Consente quindi la costruzione di alberi filogenetici di organismi viventi con grande precisione.

## Tecnica
Come noto in tutte le cellule degli organismi viventi (eucarioti e procarioti) è presente un acido nucleico, detto DNA, che contiene l'informazione genetica dell'organismo stesso. A seguito del processo evolutivo, anche il DNA subisce delle corrispondenti modifiche, che sono tanto più marcate, quanto più "lontane" sono le specie evolutesi nel tempo. Pertanto organismi strettamente connessi hanno generalmente un alto grado di accordo nella struttura molecolare del DNA e di altre sostanze strettamente legate al tipo di organismo (quali RNA e proteine), mentre le molecole di dette sostanze di organismi poco o remotamente legati solitamente mostra una evidente differenza. La filogenesi molecolare utilizza appunto queste informazioni sulle differenze delle strutture molecolari di DNA, RNA e proteine, per costruire un "albero filogenetico", che indica la probabile evoluzione dei vari organismi.
La tecnica utilizzata per effettuare queste analisi sulle differenze è detta allineamento di sequenze o sequenziamento.